# Жебракуючий поет
«Жебракуючий поет»  або «Поет в злиднях» (англ. The Distressed Poet) — картина 1736 року з трагікомічним сюжетом англійського художника Вільяма Хогарта (1697—1764).

## Опис твору

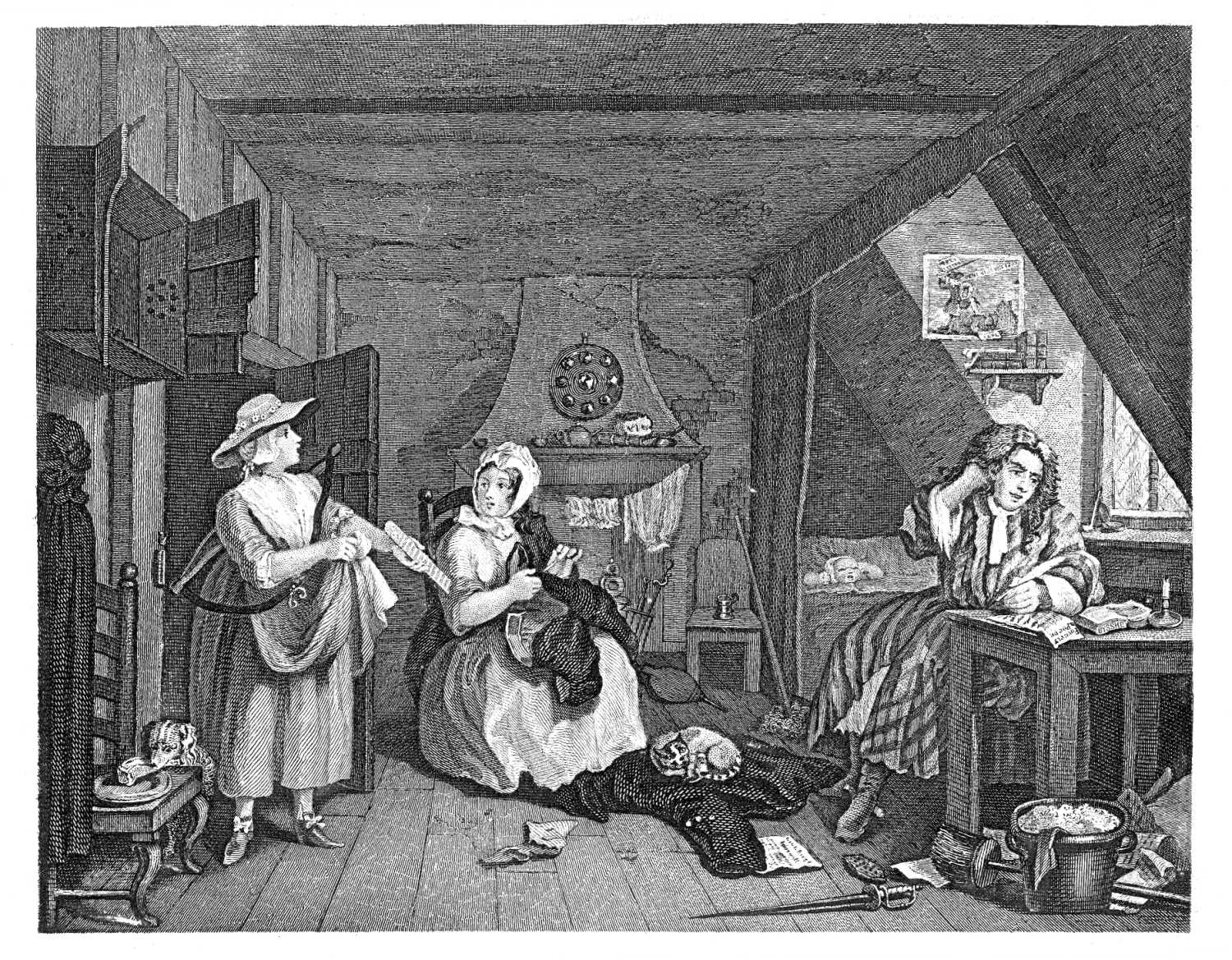
Гравюра з картини «Жебракуючий поет»

В маленькій мансарді товчуться головні персонажі картини. Нудний перебіг доби перервав несподіваний візит торговки молоком. Розгнівана селянка тиче в обличчя мешканцям дощечку з записами їх боргів і вимагає негайної сплати у неквапливих хазяїв. Несподіване втручання розгніваної жінки дозволяє глядачам втрутитися в приватне житло і розпізнати ситуацію. А ситуація кепська. Перед глядачем постає молода родина малообдарованого писаки, що ледь животіє. Про скрутний матеріальний стан родини красномовно розповідають всі речі в кімнаті — порожня шафа з відчиненими дверцями, обмаль меблів, голодна дитина, що верещить в ліжку за постаттю поета. В бідному помешканні нема навіть зайвого стільця, тому поет сидить біля єдиного вікна на самому ліжку, в якому лежить голодне немовля. На бідність родини вказують і праця дружини, що вкотре ремонтує старий одяг, і голодний пес, що не дочекався їжі і, скориставшись нагодою, поцупив залишки їжі з тарелі володарів. Красномовні деталі розкривають попередні події і натякають на безпорадне майбутнє. Поет ще утримує коштовну перуку на голові, придбану в короткий період матеріальних статків. Він марно розрахував, що спіймав щасливу фортуну і витратив кошти навіть на придбання дворянської шпаги. Це зроблено навмисно, аби зовнішньо доводити оточенню враження шляхетності і досягнутого добробуту. Але добробуту нема, майбутнє — невтішне, а шпага покинута як марна річ, що нічим не поліпшує загрозливого стану поета в злиднях. Все може скінчитись виселенням родини за борги і справжнім жебракуванням на вулиці нових безхатьків. Красномовні деталі підкреслено красномовно розповідають про загрозливий стан родини в гравюрі, яка створена в дзеркальному повороті, звичному для Хогарта-гравера. Зрозуміло, що розгнівана фермерша може гримати скільки завгодно. Платні вона не дочекається і в цей візит, бо платити родині — нема нічим.

## Театральні впливи на твори Хогарта
Сучасним глядачам метода художника Хогарта нагадує репортерство. Він прибув на місце подій, побачив і зафіксував, ні в що не втрутився і нікому не допоміг і — відбув. Але репортерство лише народжувалось у Британії 18 століття. Витоки методи Хогарта — в захопленні театром. І сюжет картини «Жебракуючий поет» цілковито нагадує короткий тогочасний фарс. В картині не знайти жодних натяків на ставлення самого художника до родини чи до поета в злиднях. Вона цілком в межах побутового жанру, в межах майже смішного анекдоту, аби не трагікомізм ситуації з перевагою драми, якими рясніло тогочасне життя бідноти.
Про злидні добре знав і сам Хогарт, адже походив з небагатої родини городян. Кепсько прийшлося йому і в пору юності, коли помер батько (невдаха-автор, невдаха-літератор, що створював нові підручники). Але не варто шукати паралелі між невдахою-батьком і якимось поетом на картині митця, збіги тут випадкові, а в картині — інша доля. Хогарт мужніє, береться за різні сюжети і, як справжній митець доби рококо, лякається страшної правди реальності. Тому власну творчість ретельно контролює, використовує самоцензуру, в картинах залишає кумедність чи анекдотичність ситуацій, притаманних тогочасному театру.
Молодий Хогарт в картинах ще старанно не помчав цей бенкет посеред чуми — з штучно скасованими проблемами суспільства приватних власників, з туберкульозом в реальності, сифілісом, щоденним насиллям і бідністю, смертю. Але він таки зазирнув в безодню суспільних проблем і звернувся до серій «Історія повії», «Історія марнотрата», де дав власну інтерпретацію побачених негараздів. Проблема цих негараздів слабко відбилась і в трагікомічній картині «Жебракуючий поет».